# Typhlodromips robusticalyx
Typhlodromips robusticalyx är en spindeldjursart som beskrevs av Moraes, Zannou och Oliveira 2007. Typhlodromips robusticalyx ingår i släktet Typhlodromips och familjen Phytoseiidae. Inga underarter finns listade i Catalogue of Life.